# 阿列河畔贝尔里夫
阿列河畔贝尔里夫（法語發音：[bɛlʁiv syʁ alje]）是法国阿列省维希区的一个市镇，位于阿列河左岸，与维希市区隔河相望。

## 地理
阿列河畔贝尔里夫（46°6'59"N, 3°24'15"E）面积18.97 平方千米，位于法国奥弗涅-罗讷-阿尔卑斯大区阿列省，该省份为法国中部省份，北起涅夫勒省、西北接谢尔省，西南至克勒兹省，南至多姆山省，东南临卢瓦尔省，东临索恩-卢瓦尔省。
与阿列河畔贝尔里夫接壤的市镇（或旧市镇、城区）包括：阿布雷、布吕雅斯、沙尔梅伊、埃斯皮纳斯-沃泽勒、塞尔巴讷、维琪。
阿列河畔贝尔里夫的时区为UTC+01:00、UTC+02:00（夏令时）。

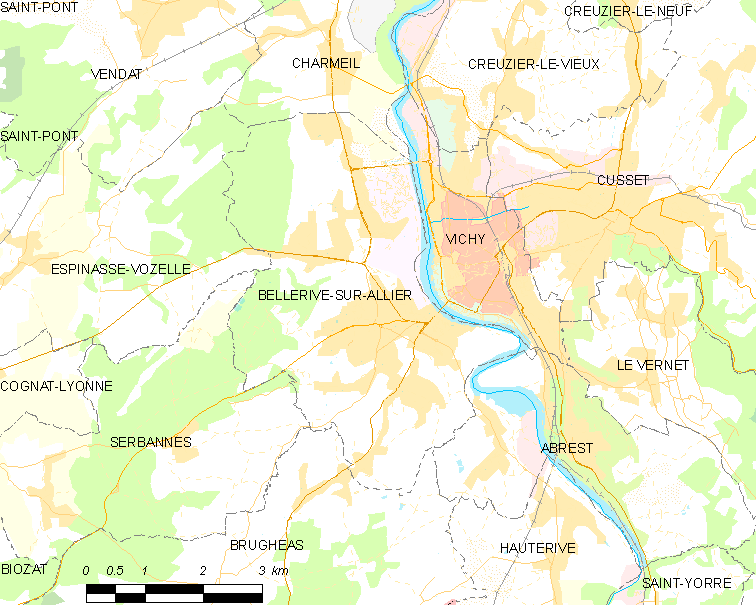
阿列河畔贝尔里夫的OSM定位图

## 行政
阿列河畔贝尔里夫的邮政编码为03700，INSEE市镇编码为03023。

## 政治
阿列河畔贝尔里夫所属的省级选区为阿列河畔贝尔里夫县。

## 人口

1962-2008年间阿列河畔贝尔里夫人口变化图示

阿列河畔贝尔里夫于2022年1月1日时的人口数量为8898人。